# Halterofília als Jocs Olímpics d'estiu de 1932 - pes ploma
La competició del pes ploma, amb un pes dels aixecadors inferior a 60 kg, va ser una de les cinc proves d'halterofília que es disputà durant els Jocs Olímpics de Los Angeles de 1932. La prova es disputà el 31 de juliol de 1932 i hi van prendre part 6 aixecadors en representació de 3 nacions.

## Medallistes
| Or                    | Plata              | Bronze                 |
| Raymond Suvigny (FRA) | Hans Wölpert (GER) | Anthony Terlazzo (USA) |

## Resultats
| Pos. | Aixecador        | Nació        | Total | Impuls | Impuls | Impuls | Arrancada | Arrancada | Arrancada | Dos temps | Dos temps | Dos temps |
| Pos. | Aixecador        | Nació        | Total | 1.     | 2.     | 3.     | 1.        | 2.        | 3.        | 1.        | 2.        | 3.        |
| ---- | ---------------- | ------------ | ----- | ------ | ------ | ------ | --------- | --------- | --------- | --------- | --------- | --------- |
| 1    | Raymond Suvigny  | França       | 287.5 | 75.0   | 80.0   | 82.5   | 80.0      | 85.0      | 87.5      | 107.5     | 112.5     | 117.5     |
| 2    | Hans Wölpert     | Alemanya     | 282.5 | 85.0   | 85.0   | 87.5   | 80.0      | 85.0      | 87.5      | 105.0     | 110.0     | 110.0     |
| 3    | Anthony Terlazzo | Estats Units | 280.0 | 77.5   | 82.5   | 85.0   | 80.0      | 85.0      | 87.5      | 107.5     | 112.5     | 117.5     |
| 4    | Helmut Schäfer   | Alemanya     | 267.5 | 72.5   | 77.5   | 80.0   | 77.5      | 82.5      | 85.0      | 112.5     | 120.0     | 120.0     |
| 5    | Attilio Bescapè  | Itàlia       | 262.5 | 77.5   | 82.5   | 85.0   | 77.5      | 82.5      | 82.5      | 102.5     | 102.5     | -         |
| 6    | Richard Bachtell | Estats Units | 252.5 | 70.0   | 75.0   | 75.0   | 75.0      | 80.0      | 82.5      | 102.5     | 107.5     | 107.5     |